# Sportmania
Sportmania est une émission sportive diffusée sur Radio Ibo (98.5 FM à Port-au-Prince) depuis août 2003 et présentée depuis juillet 2011 par Paul Jr Prudent. Elle a succédé à Sportminute qui était animée par Derisca Evy-Fleur. Elle est l'une des émissions sportives les plus écoutées[réf. souhaitée] malgré le départ de son présentateur vedette, Jean Pierre Étienne.

## Format
Sportmania est diffusée du lundi au vendredi de 12h à 13h. Depuis juillet 2011, les auditeurs de radio Ibo ont droit le samedi à une extension intitulée : Sportmania bonus week end de midi à 14 h et animée par Jean Pierre.
Suivant les traces de son ainée Sportissibo, Sportmania réserve une tranche de son horaire (théoriquement entre 15 et 30 min) à l'interaction avec l'auditoire qui exprime son point de vue autour de l'actualité sportive. Il s'agit là d'une tribune où beaucoup de fans (notamment de l'Argentine et du Brésil) viennent souvent mesurer leurs arguments pour prouver la domination de leurs joueurs ou équipe favorite.
Toujours comme son aînée, l’émission traite surtout de football (sport roi en Haïti). Le basket occupe aussi une place importante, particulièrement pendant les playoffs de la NBA. D'autres sports comme le volleyball, le judo sont occasionnellement commentés.
Bien qu'au départ l'émission se donnait comme mission de commenter l'actualité locale « avec un clin d'œil sur le plan international », l'actu du football étranger représente régulièrement 75 % du temps d'antenne.
Sportmania se différencie de Sportissibo par l'importance qu'elle accorde à la présentation des dernières nouvelles. De plus, elle propose une rubrique de traitement du courrier des auditeurs.

## Historique
L'émission débarque sur les ondes de Radio Ibo le 4 août 2003. Présentée  par le jeune Jean Pierre Étienne, elle  reprend l'un des points forts de Sportissibo : l'interaction avec l'auditoire.
En juin 2011, à la suite de la décision de Jean Pierre Étienne de travailler à temps plein dans son autre domaine de prédilection, la finance. Il coanime l'émission durant un mois avec Paul Junior Prudent, qui prendra ensuite totalement et dignement la relève en juillet 2011. Trois ans après, Paul Junior décide de modifier le format de l'émission en ajoutant d'autres rubriques (mardi : sujet du jour, mercredi : invité du jour).